# Cengkawakrejo
Cengkawakrejo is een bestuurslaag in het regentschap Purworejo van de provincie Midden-Java, Indonesië. Cengkawakrejo telt 1834 inwoners (volkstelling 2010).